# مقياس المرونة

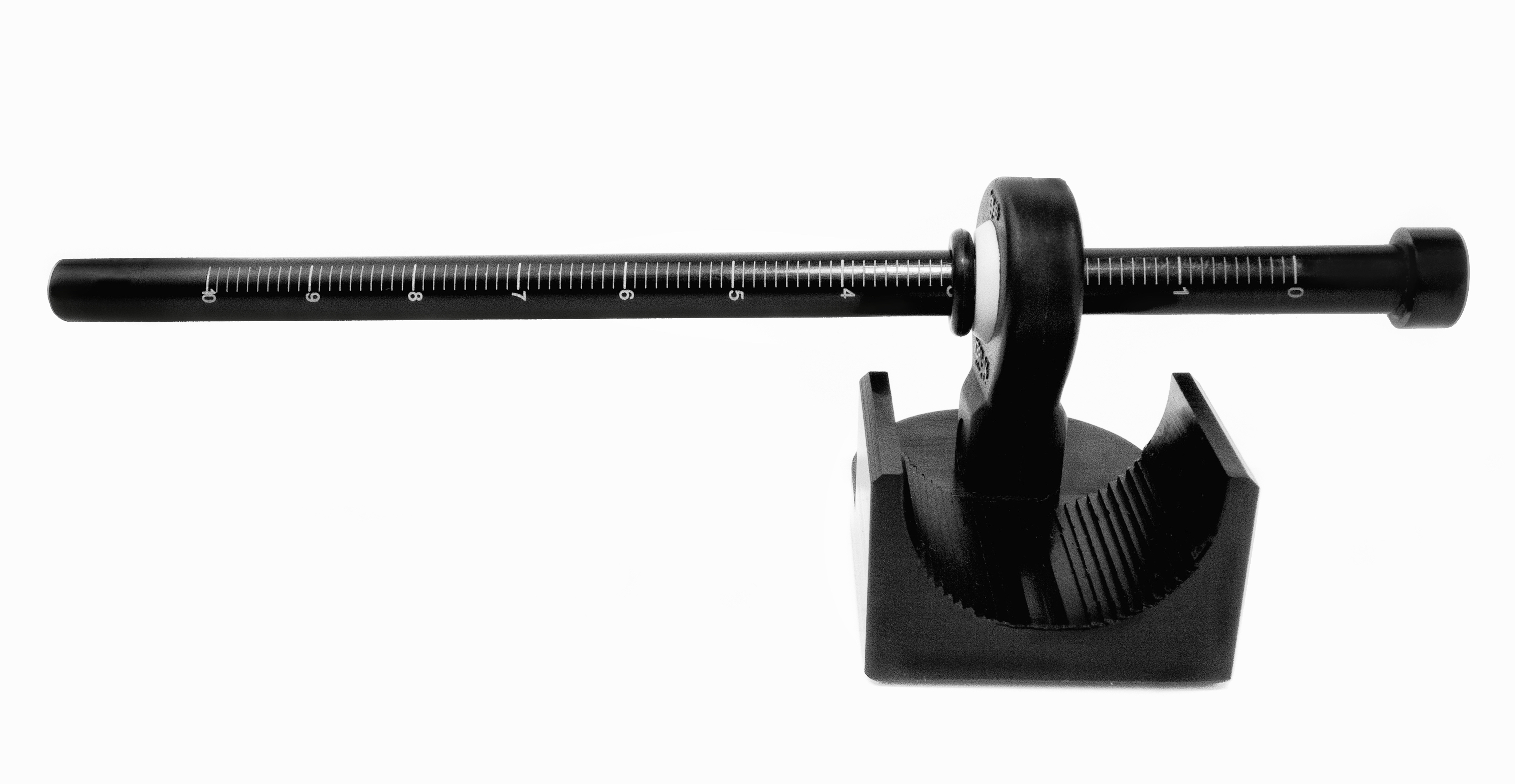
مقياس المرونة

مقياس المرونة (بالإنجليزية: Laxometer)‏هو جهاز يُستخدم لقياس مرونة جلد فروة الرأس في عمليات زراعة الشعر، حيث تنقل شريحة من الجلد من المنطقة المانحة في الجزء الخلفي من فروة الرأس. يقوم المقياس بقياس ذلك من خلال تحديد مدى استطالة الجلد عموديًا عند قرصه بواسطة الجهاز.